# Federazione di pattinaggio dell'Egitto
La Federazione di pattinaggio dell'Egitto (inː Egyptian Amateur Roller Skating Federation) è l'organo nazionale egiziano che governa e gestisce tutti gli sport rotellistici ed ha lo scopo di organizzare, disciplinare e sviluppare tali discipline. La sede della federazione è a Il Cairo. L'attuale presidente è Yasser El Shami.

## Discipline
Le discipline ufficialmente affiliate alla federazione sono le seguenti:
- Hockey su pista
- Hockey in linea
- Pattinaggio freestyle
- Pattinaggio artistico
- Pattinaggio corsa
- Skateboard
- Skiroll